# Grand Junction, Colorado
Grand Junction este o localitate in statul american Colorado, reședința Comitatului Mesa. Cu 58 566 de locuitori la recensământul din 2010, este cel mai populat oraș din partea vestică a lui Colorado. Se află pe fluviul Colorado, la confluența cu râul Gunnison.
1. ↑  2010 U.S. Gazetteer Files, accesat în 9 iulie 2020